# کارل اور (بازیکن فوتبال)
کارل اور (انگلیسی: Karl Auer; ۱۲ اوت ۱۹۰۳ – ۲۲ فوریهٔ ۱۹۴۵) بازیکن فوتبال اهل آلمان بود.
از باشگاه‌هایی که در آن بازی کرده‌است می‌توان به باشگاه فوتبال گروتر فورث اشاره کرد.
وی همچنین در تیم ملی فوتبال آلمان بازی کرده‌است.